# Nationalpark Gunung Rinjani
Der Nationalpark Gunung Rinjani liegt auf der indonesischen Insel Lombok, im Regierungsbezirke Lombok Utara.  Der Park umfasst etwa 41.330 Hektar und besteht aus Berggebieten. Der Berg Rinjani (Indonesisch Gunung Rinjani), der mit 3.726 Metern der dritthöchste Vulkan Indonesiens ist, befindet sich in diesem Nationalpark und gibt ihm seinen Namen.

## Flora und Fauna
Einige gefährdete Pflanzen werden in diesem Nationalpark geschützt, zum Beispiel: Pterospermum javanicum, Swietenia macrophylla, Ficus superba, Toona sureni, Vanda, Usnea und Anaphalis.
In diesem Nationalpark sind auch mehrere gefährdete Tiere geschützt, darunter Mähnenhirsche, Indische Muntjaks, Sunda-Stachelschweine, Mützenlanguren, Helmlederkopf, mehrere Kakadu und Lombokhonigfresser.